# 센트레아 대교

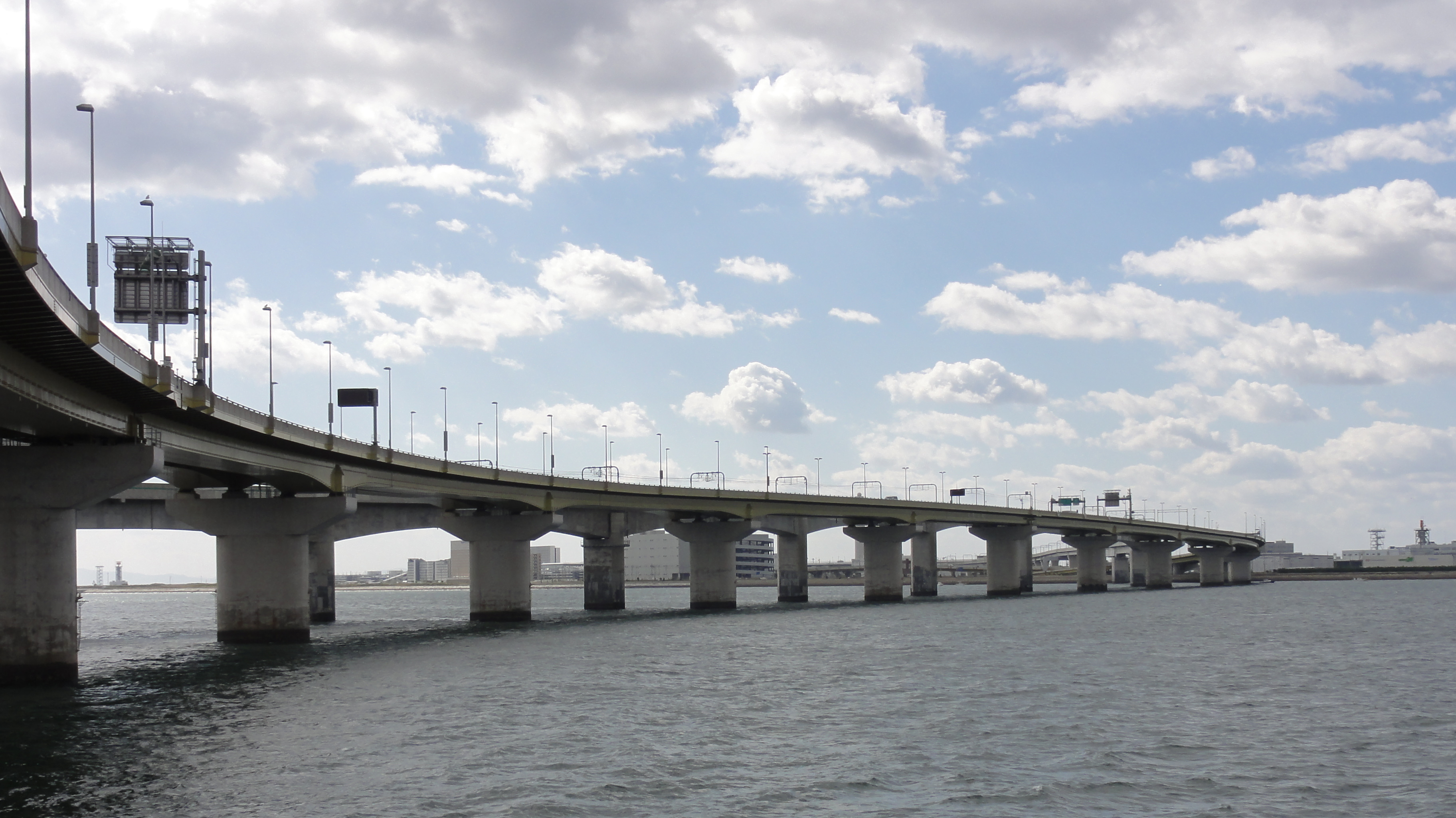
센트레아 대교의 실제 교량 모습.

센트레아 대교(일본어: セントレア大橋)는 아이치현 도코나메시에 위치하고 있는 공항 섬인 주부 국제공항과 앞 섬에 위치하고 있는 대안부인 주부 린쿠 도시를 이어주는 총 연장 1,414 m의 교량이다. 그러나 이 교량이 공항 섬에서의 육상 교통을 해당 교량과 인접해 있는 철도 전용 다리인 주부 국제공항 연결 철도교가 동시에 담당하게 되는 기능을 가지고 있다. 그러나 이 다리는 2000년 착공하여 2005년 정식으로 준공되었다.

## 통행료 및 운임
- 유료도로 구간 : 이 교량의 전후 구간을 포함하고 있는 린쿠 나들목 ~ 센트레아히가시 나들목 사이의 구간을 경유하고 있는 자동차 전용도로인 주부 국제공항 연결 도로가 유료 도로로 지정된 상태이며, 이 교량은 아이치현도 제522호선의 일부 기능도 역시 분담하게 됨.
- 요금 : 경자동차는 150엔, 일반 소형차는 180엔, 중형차는 210엔, 대형차는 310엔, 특수 대형차는 490엔으로 징수됨.